# Herb Tarczyna
Herb Tarczyna – jeden z symboli miasta Tarczyn i gminy Tarczyn w postaci herbu.

## Wygląd i symbolika
Herb przedstawia na błękitnej tarczy herbowej białą infułę ze złotymi zdobieniami.

## Historia
Najstarszy herb miasta z XVI wieku przedstawia infułę i pod nią tarczę z herbem Prawdzic, czyli lew w murze. Herb ten związany był z Janem Latalskim, biskupem poznańskim, ówczesnym właścicielem owej części Mazowsza. Drugi wizerunek z 1551 roku przedstawia tylko infułę z literami NC po bokach (NICOLAI CIVITAS), które razem z infułą symbolizują św. Mikołaja biskupa, patrona miasta. W 1847 został zaprezentowany władzom carskim herb przedstawiający tylko samą infułę.